# Alice Orlowski
Alice Orlowski (30. září 1903 Berlín – 21. května 1976 Düsseldorf) byla během druhé světové války německá dozorkyně v několika německých koncentračních táborech v Polsku.

## Biografie
Narodila se v Berlíně v roce 1903 jako Alice Minna Elisabeth Ellingová. V roce 1941 začala výcvik v koncentračním táboře Ravensbrück v Německu. V říjnu 1942 byla vybrána jako jedna z dozorkyň SS, které byly vyslány do tábora Majdanek v blízkosti města Lublin v Polsku, kde se s Hermionou Braunsteinerovou zařadila mezi nejbrutálnější dozorkyně. Pravidelně se staraly o zplynování žen, které byly dováženy ke komorám nákladními automobily. Pokud bylo přivezeno i dítě, obě ho hodili na hlavy žen v komoře jako zavazadlo, a zavřely dveře. Často čekala na příjezd nových transportů žen a bičovala je obzvláště přes oči.
V Majdanku povýšila a měla jako dozorkyně SS pod dohledem více než 100 žen, které třídily ukradené předměty plynem usmrcených vězňů. Když byl tábor evakuován, byla poslána do Koncentračního tábora Kraków-Płaszów nedaleko Krakova v Polsku.
Začátkem ledna 1945 se účastnila pochodu smrti z tábora Kraków-Płaszów do vyhlazovacího tábora Auschwitz-Birkenau. Během pochodu se její chování dříve známé jako brutální a sadistické stalo humánnější. Při pochodu smrti v polovině ledna 1945 z Osvětimi do Vladislavi se starala vězňům o pohodlí, nosila vodu těm, kdo měli žízeň a dokonce s nimi spala venku na zemi. Poté se vrátila jako dozorkyně do Ravensbrücku.

## Poválečné období
Po skončení války v květnu 1945 byla zajata sovětskými vojsky a vydána do Polska. Byla obviněna v procesu Auschwitz v roce 1947 a odsouzena k doživotnímu trestu. Po deseti letech v roce 1957 byla propuštěna. Opětovně byla zadržena v roce 1975 a souzena ve třetím procesu Majdanek.
Zemřela před vynesením rozsudku v roce 1976 ve věku 73 let.